# マレーシア国営放送
座標: 北緯3度6分40.0秒 東経101度40分13.9秒 / 北緯3.111111度 東経101.670528度

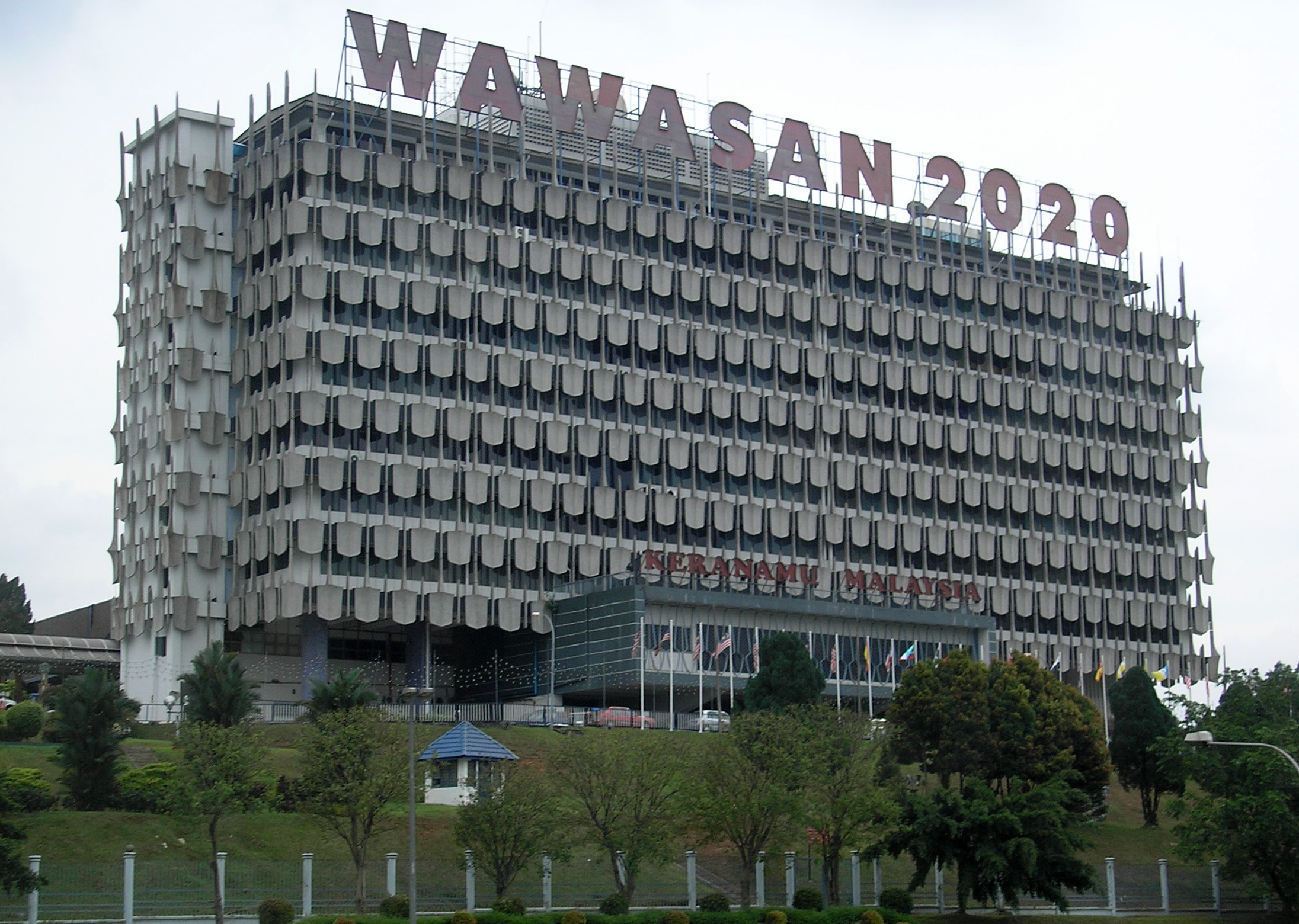
RTM本部

マレーシア国営放送（マレー語：Radio Televisyen Malaysia、略称：RTM）は、マレーシアの国営テレビ・ラジオ放送局。クアラルンプールに本部を置く。現在の局名はマレー語でのラジオ・テレビジョン・マレーシアだが、日本ではマレーシア国営放送と慣用的に呼ばれることも多い。

## 概要
1946年4月1日に開局したラジオ・マラヤとしてマレーシア地域最初の放送局であり、マレーシア建国後に現在の法人として1963年9月16日にラジオ・マレーシアとして設立 。1969年にテレビ放送が開始され、テレビとラジオ業務が合併し現在の局名となる。
テレビは1984年、ラジオは1989年にTV3、Best FMなどの民放が設立されるまで、無料放送事業を独占的に提供していた。現在はテレビ6チャンネル、ラジオ34局、ネット放送RTMクリックを運営している。公社であるBBCとは違い、政府（通信デジタル省）の一部門である。ニュースや報道番組は局内の報道部が制作している。1961年設立のマレーシア最古のオーケストラ、RTM交響楽団（Orkestra RTM）を所有している。
NHKとともに、アジア太平洋放送連合（ABU）の常任理事機関である。

## 放送

### ラジオ
RTMは34のFM放送（全国6局、ローカル28局）を運営し「Radio RTM 」「Radio Malaysia」と総称されている。

#### 全国放送
| 局           | 周波数 (FM) | 言語                                                                |
| ------------ | ----------- | ------------------------------------------------------------------- |
| Nasional FM  | 88.5 MHz    | マレー語                                                            |
| TraXX FM     | 90.3 MHz    | 英語                                                                |
| Ai FM        | 89.3 MHz    | 中国語（華語、広東語、福建語、潮州語、客家語）                      |
| Minnal FM    | 92.3 MHz    | タミル語                                                            |
| Radio Klasik | 87.7 MHz    | マレー語                                                            |
| Asyik FM     | 91.1 MHz    | マレー語、アスリ諸語 (セマイ語、ジャクン語、テミアル語、テムアン語) |

### テレビ
RTMはTV1、TV2、Okey、Berita RTM、Sukan RTM、TV6の地上波6波を運営している。マレー語と英語が主要言語だが、6波のうち3波は非マレー語国民や中華系、インド系国民向けに地元の言語などで放送している。TV1とTV2はコマーシャルを流すがそれ以外のチャンネルでは流していない。
| チャンネル名 | 放送範囲                     | 言語                                                                                                 | 内容                                       | 24時間放送 |
| ------------ | ---------------------------- | --- | ------------------------------------------ | ---------- |
| TV1          | 地上波、衛星放送、ネット配信 | マレー語、英語                                                                                       | ニュース、文化、娯楽、子ども向け番組       | Yes        |
| TV2          | 地上波、衛星放送、ネット配信 | マレー語、英語、中国語（華語）、タミル語、ヒンディー語、韓国語、トルコ語                             | ニュース、文化、娯楽、子ども向け番組       | Yes        |
| TV Okey      | 地上波、衛星放送             | マレー語、英語、中国語（華語）、タミル語、パンジャブ語、バジャウ語、ドゥスン語、カザダン語、イバン語 | ニュース、文化、娯楽、子ども向け番組、教育 | Yes        |
| Berita RTM   | 地上波                       | マレー語、英語、中国語（華語）、タミル語、バジャウ語、ドゥスン語、カザダン語、イバン語               | ニュース                                   | Yes        |
| Sukan RTM    | 地上波                       | マレー語、英語                                                                                       | Sports                                     | Yes        |
| TV6          | 地上波                       | マレー語                                                                                             | 映画、娯楽、バラエティー番組、ドラマ       | No         |

### デジタルプラットフォーム
OTTサービス（ネット配信）としてRTMクリック（RTM Klik）を提供中。PCやタブレット、スマートフォンなどのデバイス向けに配信している。ウェブサイトではすべてのRTMの放送コンテンツや国会中継が提供されている。